# Cinderella Chef
Cinderella Chef (chino simplificado: 萌妻食神, pinyin: Meng Qi Shi Shen), es una serie de televisión china transmitida del 23 de abril del 2018 hasta el 18 de junio del 2018, a través de Tencent Video.
La serie está basada en "Meng Qi Shi Shen" (萌妻食神) de Ziyi281 (紫伊281).

## Sinopsis
Ye Jiayao es una joven inteligente y con excelentes habilidades culinarias. Un día, un desanimado joven se acerca y le pide que le cocine su última cena antes de suicidarse, ya que está destrozado, luego de que su profesor le robara toda su investigación acerca de una máquina del tiempo que había construido. Cuando van al laboratorio para que el joven le muestre la máquina, una serie de eventos termina lanzando a Jiayao a una época antigua donde se convierte en Ye Jinxuan, la hija de un magistrado.
Cuando se despierta, se encuentra repentinamente secuestrada por bandidos de la Fortaleza del Viento Negro (Black Wind Fortress) dirigidos por el poderoso Bai Chongye, un legendario maestro. También conoce a Xia Chunyu, un joven y atractivo maestro, cuya verdadera identidad es la de ser parte del gobierno imperial, quien es enviado por el Rey con el fin de investigar un complot que estaban orquestando para derrotarlo. 
Pronto ambos terminan comprometidos en un matrimonio falso, sin embargo poco a poco ambos comienzan a enamorarse. Sin embargo cuando Chuyu se da cuenta de que pueden usar a Jinxuan para lastimarlo, le miente y le dice que no la ama para protegerla, lo que la deja destrozada. Ambos se ven obligados a separarse y Jiayao se va y abre su propio restaurante de alimentos el cual llama "Yummy Yummy Cupid" donde pone en práctica sus habilidades para cocinar. Poco después cuando se reúnen aunque al inicio no lo aceptan, ambos saben que nunca han dejado de amarse. Juntos deberán luchar por proteger y mantener la paz del reino.

## Reparto

### Personajes principales
| Actor                | Personaje              | N.º de episodios | Notas |
| -------------------- | ---------------------- | ---------------- | --- |
| Thassapak Hsu        | Xia Chunyu Xie Qianfan | 56               | Xia Chunyu: es el 3.er maestro del campamento de la Fortaleza del Viento Negro. Más tarde se revela que en realidad Chunyu es un espía enviado por el príncipe Zheng Minyu, para vigilarlos, sin saber en realidad las verdaderas intenciones de Minyu. Aunque al principio pelea con Ye Jiayao (quien se ha convertido en Ye Jinxuan) pronto se enamora de ella y cariñosamente la llama "Yao Yao". |
| Chong Danni (李岱昆) | Ye Jiayao Ye Jinxuan   | 56               | Ye Jiayao Ye Jinxuan (Lady Ye): es la primera hija de la familia Ye, quien termina siendo secuestrada por miembros de la Fortaleza del Viento Negro, donde conoce, se enamora y casa con Xia Chunyu, el tercer maestro del campamento. |

### Personajes secundarios

#### Fortaleza del Viento Negro
| Actor                 | Personaje        | N.º de episodios | Notas |
| --------------------- | ---------------- | ---------------- | --- |
| Zhao Jian (赵健)      | Bai Chongye      | -                | Es el 1.er hermano así como el Jefe de la Fortaleza del Viento Negro. Su hermano Chun Yue muere cuando eran pequeños. Cuando su hijo Bai Zhenzhu, muere queda destrozado. Más tarde muere mientras intentaba proteger a Xia Chunyu. |
| Chai Ge (柴格)        | Song Qi          | -                | Gerente Shen: es uno de los subordinados de Xia Chunyu, así como el amigo y protector de Ye Jinxuan a quien llama "Nainai". Cuida de Jinxuan bajo las órdenes de Chunyu, cuando él no esta cerca. Más tarde muere luego de que una flecha lo atravesara mientras intentaba huir junto a Jinxuan de los hombres de Zheng Minyu. |
| -                     | Sheng Wu         | -                | Es el 2.º. hermano de la Fortaleza del Viento Negro. Considera a Peng Wu, como a un hijo después de salvarlo cuando era pequeño de la pobreza. No confía en Xia Chunyu, por lo que siempre está intentando tenderle una trampa y poner a Bai Chongye en su contra. En realidad Sheng Wu es manipulado por Peng Wu, quien más tarde le quita la vida envenenándolo con vino. |
| Gao Jicai (高基才)    | He Zhongbao      | -                | Es uno de los hermanos de la Fortaleza del Viento Negro. Más tarde es asesinado. |
| Liu Yuan (刘源)       | Ma Chenglong     | -                | Es uno de los hermanos de la Fortaleza del Viento Negro. Más tarde es asesinado. |
| Cheng Mo (程茉)       | Sheng Sheng      | -                | Aunque al principio pelea con Ye Jinxuan, poco después se hacen muy buenas amigas y la apoya en su negocio de comida. Luego de ser testigo de la muerte de varios miembros de la Fortaleza del Viento Negro a manos del general He Lianjing, se quita la vida lanzándose a un pozo, cuando el intenta acercarse a ella, lo que deja destrozada a Jinxuan, quien presencia lo sucedido. |
| Crawdia Chou (周俐葳) | Sang Sang        | -                | Aunque al principio junto a Sheng Sheng buscan la forma de molestar a Ye Jinxuan, poco a poco se hacen muy buenas amigas, incluso la ayudan a abrir su propio negocio de comida. Más tarde es asesinada durante el asedio de los hombres del Príncipe Zheng Minyu, luego de ser acuchillada por la espalda por uno de sus soldados. |
| Rong Zishan (荣梓杉)  | Bai Zhenzhu      | -                | Es el joven hijo de Bai Chongye, su madre murió cuando era pequeño y cree que su padre lo odia y rechaza, sin embargo Chongye lo envía a otro lado para protegerlo. Cuando regresa a la Fortaleza del Viento Negro y se reúne con su padre, con la ayuda de Xia Chunyu, se da cuenta de que está equivocado acerca de su padre y aunque al inicio pelea con Chunyu, poco después le toma cariño y se convierte en su protegido. Tiene una mascota llamada Feng Mi, a quien aprecia. Luego de ser secuestrado por Ding Qi, termina matando accidentalmente a Tie Ying, a quien acuchilla mientras intentaba defenderse de él. Más tarde muere luego de que una flecha lo atravesara mientras estaba buscando a su padre, lo que lo deja destrozado, así como a Chunyu. |
| Zhao Lusi             | Liu Yiyi         | -                | Es una joven que vive y trabaja en el burdel. Es una de las encargadas de darle información a Xia Chunyu. Yiyi está enamorada de él, sin embargo él solo la ve como una socia. Más tarde, cuando finalmente acepta que Chunyu no siente nada por ella, se casa con el maestro Zhao y se va de la Fortaleza del Viento Negro. |
| Jia Ding (甲丁)       | Peng Wu          | -                | Es el protegido de Sheng Wu. Es un joven ambicioso y mentiroso, que oculta su verdadera personalidad de Wu. Aunque Bai Chongye se da cuenta de sus intenciones y desconfía, Wu se niega a creer en sus palabras cuando le advierte sobre él. Cuando Chongye le ordena a Wu matarlo, este lo defiende y en vez de matarlo, termina solo rompiéndole una pierna. Es uno de los encargados de intentar incriminar a Xia Chunyu, sin éxito. Más tarde envenena a Shen Wu, no sin antes revelarle su verdadera personalidad. |
| Sookie Pan            | Madame Jiang Yue | -                | Pierde la cordura después de la muerte de su esposo, Poco después se quita la vida, luego de envenenarse con el veneno de serpientes. |
| Hou Chuangao (侯传杲) | Wei Qianjun      | -                | Es un ministro y el padre de Wei Liujiang. Fue buen amigo de madame Ye, la madre de Ye Jinxuan, por lo que comprometen en matrimonio a sus hijos, sin embargo la familia de Jinxuan termina intercambiando a las dos hijas y Jinrong, es la que se casa con Wei Liujiang. Cuando Qianjun descubre la verdad, castiga a los involucrados. |
| Feng Peng (冯鹏)      | Ye Binghuai      | -                | Es el padre de Ye Jiayao, es uno de los responsables de intercambiar a sus hijas para que Jinrong se case dentro de la familia del Ministro Wei. Cuando sus acciones son descubiertas por el ministro Wei, termina delatando a todos los involucrados. |
| Xin Yuxi (辛雨锡)     | Ye Jinrong       | -                | Es la segunda hija de la familia Ye, quien se hace pasar por Ye Jinxuan para casarse con Wei Liujiang. Cuando el ministro Wei descubre la verdad, la castiga. |
| -                     | Wei Liujiang     | -                | Es el hijo del ministro Qianjun, así como el esposo de Ye Jinrong. Es uno de los que saben acerca del intercambio entre Jinrong y Jinxuan. Cuando su padre se entera de la verdad, lo castiga. |
| -                     | Mrs. Ye          | -                | Es una mujer mala y ambiciosa, así como la esposa de Ye Fu y una de las responsables de que Ye Jinxuan terminara siendo secuestrada dentro de la Fortaleza del Viento Negro, para que Jinrong tome su lugar. Cuando sus acciones son descubiertas por el ministro Wei, la castiga. |
| -                     | Niñera Wang      | -                | Es la niñera de la familia Ye, así como la responsable de desenmascarar las mentiras de Binghuai, Jinrong y la señora Ye, con respecto a la verdadera identidad de Jinrong. |

#### Corte de Xinyi
| Actor                 | Personaje | N.º de episodios | Notas |
| --------------------- | --------- | ---------------- | --- |
| Zhang Yicong (张奕聪) | Ding Qi   | -                | Es el jefe de la corte de Xinyi. Está enamorado de Ye Jinxuan a quien cariñosamente llama "Gugu", sin embargo ella solo lo ve como un buen amigo, por lo que está celoso de Xia Chunyu, con quien pelea por la atención de Jinxuan (quien es Ye Jiayao). Es manipulado por Peng Wu, quien le hace creer que Chunyu había sido responsable de la muerte de su amigo Tie Ying, por lo que busca venganza, más tarde también es manipulado por el príncipe Zheng Minyu, quien lo engaña diciéndole que lo apoyará en su venganza contra la gente de la Fortaleza del Viento Negro, sin embargo al final es traicionado y asesinado. |
| Bob Li (李博)         | Tie Ying  | -                | Es uno de los subordinados de Ding Qi, a quien apoya en sus acciones. Más tarde es asesinado por Bai Zhenzhu, mientras él intentaba defenderse luego de que Ying intentara atacarlo. |
| Tao Hui (陶辉)        | A Bing    | -                | Es un subordinado de Ding Qi dentro de la corte de Xinyi. No es muy hábil, por lo que en ocasiones no entiende lo que se le dice. Cuando conoce a Ye Jinxuan, se hace amigo de ella. Más tarde muere a manos de He Lianjing. |
| -                     | Liu Shaji | -                | Es un subordinado de Ding Qi dentro de la corte de Xinyi. Traiciona a Ding Qi y le permite a Bai Chongye robar la sal que comercia la corte, para salvar a la mujer que ama. Es asesinado durante una confrontación entre Ding Qi y Bai Chongye, mientras intentaba proteger a Ding Qi. |

#### Familia Real y subordinados
| Actor                   | Personaje            | N.º de episodios | Notas |
| ----------------------- | -------------------- | ---------------- | --- |
| -                       | Príncipe Zheng Minyu | -                | Príncipe Yu: es un miembro de la familia real del clan San Jing'an. Así como el encargado de enviar a Xia Chunyu a la Fortaleza del Viento Negro para vigilarlos. En realidad Minyu es un hombre manipulador, feroz y salvaje, que le miente a Chunyu sobre sus razones para enviarlo, y hace todo lo que está en sus manos con tal de obtener el mayor poder. |
| Chen Youwei (陈宥维)    | He Lianjing          | -                | Es un general que está bajo el mando del Príncipe Zheng Minyu, así como el encargado de ayudarlo a poner en marcha sus crímenes. Es uno de los encargados de asesinar a los miembros de la Fortaleza del Viento Negro. |
| Ching Yangchen (陳景煬) | Chen Yang            | -                | Es uno de los subordinados del Príncipe Yu y asistente de Xia Chunyu. Muere luego de que su fachada como espía es descubierta por Bai Chongye, intentando proteger a Chunyu. |
| Wang Ziming (王子铭)    | Meng Yun             | -                | Es uno de los subordinados del Príncipe Zheng Minyu, a quien asisten en sus acciones. |

### Otros personajes
| Actor                   | Personaje             | N.º de episodios | Notas                                         |
| ----------------------- | --------------------- | ---------------- | --------------------------------------------- |
| Sheng Guansen (盛冠森)  | Yu Wang               | -                |                                               |
| Liu Min (刘敏)          | Madame Xia Furen      | -                | Es la madre de Xia Chunyu.                    |
| Li Daikun (李岱昆)      | Xia Chunfeng          | -                | Está enamorado de la Princesa Liu Li.         |
| Yu Xintong (于歆童)     | Princesa Liuli Junzhu | -                | Princesa Liu Li                               |
| Suradet Piniwat         | Príncipe Ming Ja      | -                | Es el 12° príncipe.                           |
| Sun Liangjun (孙良君)   | He Lianxuan           | -                |                                               |
| Furou Meiqi (付柔美琦)  | Qing Liu Su Xin       | -                |                                               |
| Yang Lei                | Jiu Ye                | -                |                                               |
| -                       | Maestro Wuliang       | -                |                                               |
| -                       | Tian Yanzi            | -                | Es un sacerdote.                              |
| Ning Wentong (宁文彤)   | Viejo Ye Fu           | -                | Es el padre de Ye Jiayao en la época moderna. |
| Chen Qi (陈其)          | -                     | -                |                                               |
| Tian Zhong (田重)       | Guo Bing              | -                |                                               |
| Li Yitong               | Ah Ruan               | -                |                                               |
| Sheng Guanlin           | Príncipe Ge           | -                |                                               |
| Song Hanyu (宋涵宇)     | -                     | -                |                                               |
| Tong Yaozhong           | Sheng Bin             | -                |                                               |
| Huang Shiliang (黄世亮) | Lord Yan              | -                |                                               |
| Rong Yaozhong (肜耀忠)  | -                     | -                |                                               |
| Kang Jiaye (康嘉燁)     | -                     | -                |                                               |
| Zhang Jie (阿杰)        | -                     | -                |                                               |
| Shiyu Qiao (乔诗语)     | -                     | -                |                                               |

## Episodios
La serie está conformada por 56 episodios, los cuales son emitidos todos los lunes, martes y miércoles (2 episodios).
- Los primeros 28 episodios, cuentan la primera parte de la serie.

## Música
El OST de la serie está conformada por 13 canciones:
| N.º | Intérprete(s) | Canción      | Letra           | Composición | Notas               |
| --- | ------------- | ------------ | --------------- | ----------- | ------------------- |
| 1   | 李琦          | "相望"       | 田一楠 y 艾丽雅 | 高伟然      | (canción de inicio) |
| 2   | 高伟然        | "大侠"       | 森朵            | 高伟然      | (canción final)     |
| 3   | 李琦          | "茵梦"       | 黄星            | 高伟然      |                     |
| 4   | 李琦          | "红尘梦"     | 邱君洁          | 高伟然      |                     |
| 5   | 徐志贤        | "情痴"       | 邱君洁 y 艾丽雅 | 高伟然      |                     |
| 6   | 徐志贤        | "光年"       | 刘媛玉          | 高伟然      |                     |
| 7   | 李琦          | "想"         | 艾丽雅          | 高伟然      |                     |
| 8   | 马吟吟        | "隐匿的盛宴" | 艾丽雅          | 高伟然      |                     |
| 9   | 马吟吟        | "戏言"       | 艾丽雅          | 高伟然      |                     |
| 10  | 马吟吟        | "说服"       | 艾丽雅          | 高伟然      |                     |
| 11  | 种丹妮        | "相信的意义" | 艾丽雅          | 高伟然      |                     |
| 12  | 马吟吟        | "醉深情"     | 田一楠          | 高伟然      |                     |
| 13  | 森朵          | "开张歌"     | 高巍然 y 森朵   | 高巍然      |                     |

## Producción
La serie también es conocida como "Cute Wife God of Cookery" y está basada en la "Meng Qi Shi Shen" (萌妻食神) de Ziyi281 (紫伊281).
Fue dirigida por Zhang Jinqing (张进庆) y Zhao Jintao (赵锦焘), quienes contaron con el apoyo de los guionistas Lin Weirui (林葳蕤), Yang Zhili (杨之立), Yu Ge (于歌), Liu Yuanyu (刘媛玉) y Qiu Junjie (邱君洁). Mientras que la producción estuvo en manos de Fan Feifei (樊斐斐).
Las filmaciones comenzaron el 9 de julio del 2017 y fueron realizadas en Hengdian World Studios.
La serie contó con el apoyo de la compañía de producción "Xingge Entertainment".

### Recepción
Durante las tres horas posteriores a su lanzamiento la serie alcanzó más de 100 millones de visitas, 200 millones en dos días, 300 millones en tres días.